# Fjord (Norvegia)
Fjord è un comune norvegese del distretto tradizionale di Sunnmøre nella contea di Møre og Romsdal. Il comune ingloba diversi villaggi come Valldal, Eidsdal, Norddal, Tafjord, Fjørå e la sede dell'amministrazione comunale Stordal. Il nome Fjord è una parola e un nome comune in Norvegia ed è stato scelto dal comune nel 2020 per motivi di ottimizzazione dei motori di ricerca, nonostante non abbia alcuna tradizione storica nel comune.

## Storia
Il comune è stato istituito il 1º gennaio 2020 dopo che il governo norvegese ha approvato la fusione dei due comuni limitrofi di Stordal e Norddal.

## Geografia fisica
Il comune di 1.191 km quadrati è il 92° più grande per area dei 356 comuni in Norvegia. Fjord è il 251º comune più popoloso della Norvegia con una popolazione di 2.549. La densità di popolazione del comune è di 2,2 abitanti per chilometro quadrato e la sua popolazione è diminuita del 10% rispetto al periodo di 10 anni precedente.
Il comune di Fjord si trova lungo lo Storfjorden interno e intorno al Norddalsfjorden e al Tafjorden che scorrono da ovest a est. La maggior parte del comune si trova a est ea sud del fiordo, mentre anche una piccola area montuosa disabitata sul lato ovest del fiordo fa parte del fiordo. Ytste Skotet è una fattoria / museo storico conservata che si trova sui ripidi fianchi delle montagne sul lato ovest del fiordo. La maggior parte del comune circonda la valle Stordalen e la valle Valldalen, entrambe sul lato est del fiordo. La grande valle di Valldalen corre a nord-est dal Norddalsfjorden. Le valli sono circondate dalla catena montuosa del Tafjordfjella. Le montagne Puttegga, Karitinden e Tordsnose si trovano al confine orientale del comune. La montagna Høgstolen si trova nella parte settentrionale del comune. Il Parco Nazionale Reinheimen si trova in parte nel comune di Fjord.

## Religione
La Chiesa di Norvegia ha una parrocchia (sokn) nel comune di Norddal. Fa parte del Nordre Sunnmøre prosti (decanato) nella Diocesi di Møre.
| Parrocchia (sokn)                           | Chiesa | Chiesa                                   | Località | Anno costruzione |
| ------------------------------------------- | ------ | ---------------------------------------- | -------- | ---------------- |
| Norddal                                     |        | Chiesa di Norddal                        | Norddal  | 1782             |
| Norddal                                     |        | Chiesa di Sylte                          | Sylte    | 1863             |
| Stordal                                     |        | Chiesa Stordal                           | Stordal  | 1907             |
| Stordal                                     |        | Vecchia chiesa di Stordal (Rosekyrkja) * | Stordal  | 1789             |
| * La Rosekykrja è una chiesa-museo dal 1908 |        |                                          |          |                  |

## Amministrazione
Tutti i comuni in Norvegia,incluso Fjord,sono responsabili dell'istruzione primaria (fino al 10º grado), servizi sanitari ambulatoriali, servizi per anziani, disoccupazione e altri servizi sociali, zonizzazione, sviluppo economico e strade comunali. Il comune è governato da un consiglio comunale di rappresentanti eletti,che a sua volta elegge un sindaco. Il comune rientra nella Corte distrettuale di Sunnmøre e nella Corte d'appello di Frostating.

### Consiglio comunale
Il consiglio comunale,o municipale, (Kommunestyre) di Fjord è composto da 23 rappresentanti eletti per un mandato di quattro anni. La ripartizione dei seggi del consiglio è la seguente:
| Partito                                                    | Rappresentanti |
| ---------------------------------------------------------- | -------------- |
| Partito Laburista (Arbeidarpartiet)                        | 5              |
| Partito del Progresso (Framstegspartiet)                   | 1              |
| Partito Conservatore (Høgre)                               | 6              |
| Partito Popolare Cristiano (Kristeleg Folkeparti)          | 1              |
| Partito di Centro (Senterpartiet)                          | 8              |
| Partito Socialista di Sinistra (Sosialistisk Venstreparti) | 2              |
| Totale                                                     | 23             |

### Stemma
Il nuovo stemma del comune è una rappresentazione blu e bianca di montagne su entrambi i lati di un fiordo,a simboleggiare lo Storfjorden che scorre attraverso il comune.